# Liste des médaillés en natation masculine aux championnats d'Europe de natation
Liste des sportifs médaillés en natation lors des championnats d'Europe de natation depuis la première édition de ces championnats en 1926.

## Nage libre

### 50 mètresnage libre
| Édition           | Or                        | Argent                    | Bronze                           |
| ----------------- | ------------------------- | ------------------------- | -------------------------------- |
| Schiltigheim 1987 | Jörg Woithe               | Gennadiy Prigoda          | Stefan Volery                    |
| Bonn 1989         | Vladimir Tkatchenko       | Yevgeniy Kotryagav        | Nils Rudolph                     |
| Athènes 1991      | Nils Rudolph              | Gennadiy Prigoda          | Mike Fibbens Vladimir Tkatchenko |
| Sheffield 1993    | Aleksandr Popov           | Christophe Kalfayan       | Raimundas Mazuolis               |
| Vienne 1995       | Aleksandr Popov           | Christophe Kalfayan       | Torsten Spanneberg               |
| Séville 1997      | Aleksandr Popov           | Mark Foster               | Julien Sicot                     |
| Istanbul 1999     | Pieter van den Hoogenband | Lorenzo Vismara           | Aleksandr Popov                  |
| Helsinki 2000     | Aleksandr Popov           | Pieter van den Hoogenband | Lorenzo Vismara                  |
| Berlin 2002       | Bartosz Kizierowski       | Lorenzo Vismara           | Oleksandr Volynets               |
| Madrid 2004       | Aleksandr Popov           | Stefan Nystrand           | Lorenzo Vismara                  |
| Budapest 2006     | Bartosz Kizierowski       | Oleksandr Volynets        | Duje Draganja                    |
| Eindhoven 2008    | Alain Bernard             | Duje Draganja             | Stefan Nystrand                  |
| Budapest 2010     | Frédérick Bousquet        | Stefan Nystrand           | Fabien Gilot                     |
| Debrecen 2012     | Frédérick Bousquet        | Stefan Nystrand           | Andriy Hovorov                   |
| Berlin 2014       | Florent Manaudou          | Konrad Czerniak           | Ari-Pekka Liukkonen              |
| Londres 2016      | Florent Manaudou          | Andriy Hovorov            | Benjamin Proud                   |
| Glasgow 2018      | Benjamin Proud            | Kristián Goloméev         | Andrea Vergani                   |
| Budapest 2020     | Ari-Pekka Liukkonen       | Benjamin Proud            | Kristián Goloméev                |
| Rome 2022         | Benjamin Proud            | Leonardo Deplano          | Kristián Goloméev                |
| Belgrade 2024     | Kristián Goloméev         | Stérgios-Mários Bílas     | Vladyslav Bukhov                 |

### 100 mètresnage libre
| Édition           | Or                        | Argent                    | Bronze                    |
| ----------------- | ------------------------- | ------------------------- | ------------------------- |
| Budapest 1926     | István Bárány             | Arne Borg                 | Georg Werner              |
| Bologne 1927      | Arne Borg                 | István Bárány             | August Heitmann           |
| Paris 1931        | István Bárány             | András Székely            | Pavel Steiner             |
| Magdebourg 1934   | Ferenc Csik               | Helmuth Fischer           | Otto Wille                |
| Londres 1938      | Kees Hoving               | Frederick Dove            | Istvan Körösi             |
| Monaco 1947       | Alex Jany                 | Per-Olof Olsson           | Elemér Szathmáry          |
| Vienne 1950       | Alex Jany                 | Göran Larsson             | Joris Tjebbes             |
| Turin 1954        | Imre Nyéki                | Lev Balandin              | Géza Kádas                |
| Budapest 1958     | Paolo Pucci               | Viktor Polevoy            | Gyula Dobai               |
| Leipzig 1962      | Alain Gottvallès          | Per-Ola Lindberg          | Ronald Kroon              |
| Utrecht 1966      | Robert McGregor           | Leonid Ilyichev           | Udo Poser                 |
| Barcelone 1970    | Michel Rousseau           | Roland Matthes            | Georgiy Kulikov           |
| Vienne 1974       | Peter Nocke               | Vladimir Bure             | Klaus Steinbach           |
| Jönköping 1977    | Peter Nocke               | Vladimir Bure             | Marcello Guarducci        |
| Split 1981        | Per Johansson             | Jörg Woithe               | Sergey Krasyuk            |
| Rome 1983         | Per Johansson             | Jörg Woithe               | Sergey Smiriagin          |
| Sofia 1985        | Stéphan Caron             | Jörg Woithe               | Stefan Volery             |
| Schiltigheim 1987 | Sven Lodziewski           | Stéphan Caron             | Dirk Richter              |
| Bonn 1989         | Giorgio Lamberti          | Yuri Bashkatov            | Raimundas Mažuolis        |
| Athènes 1991      | Alexander Popov           | Nils Rudolph              | Giorgio Lamberti          |
| Sheffield 1993    | Alexander Popov           | Tommy Werner              | Pavel Khnykin             |
| Vienne 1995       | Alexander Popov           | Torsten Spanneberg        | Björn Zikarsky            |
| Séville 1997      | Alexander Popov           | Lars Frölander            | Oleg Ruklevich            |
| Istanbul 1999     | Pieter van den Hoogenband | Alexander Popov           | Lars Frölander            |
| Helsinki 2000     | Alexander Popov           | Pieter van den Hoogenband | Lars Frölander            |
| Berlin 2002       | Pieter van den Hoogenband | Alexander Popov           | Duje Draganja             |
| Madrid 2004       | Filippo Magnini           | Pieter van den Hoogenband | Christian Galenda         |
| Budapest 2006     | Filippo Magnini           | Stefan Nystrand           | Pieter van den Hoogenband |
| Eindhoven 2008    | Alain Bernard             | Stefan Nystrand           | Filippo Magnini           |
| Budapest 2010     | Alain Bernard             | Evgeny Lagunov            | William Meynard           |
| Debrecen 2012     | Filippo Magnini           | Alain Bernard             | Norbert Trandafir         |
| Berlin 2014       | Florent Manaudou          | Fabien Gilot              | Luca Leonardi             |
| Londres 2016      | Luca Dotto                | Sebastiaan Verschuren     | Clément Mignon            |
| Glasgow 2018      | Alessandro Miressi        | Duncan Scott              | Mehdy Metella             |
| Budapest 2020     | Kliment Kolesnikov        | Alessandro Miressi        | Andreï Minakov            |
| Rome 2022         | David Popovici            | Kristóf Milák             | Alessandro Miressi        |
| Belgrade 2024     | David Popovici            | Nándor Németh             | Andrej Barna              |

### 200 mètresnage libre
| Édition           | Or                        | Argent                    | Bronze                                |
| ----------------- | ------------------------- | ------------------------- | ------------------------------------- |
| Barcelone 1970    | Hans Fassnacht            | Gunnar Larsson            | Georgiy Kulikov                       |
| Vienne 1974       | Peter Nocke               | Klaus Steinbach           | Aleksandr Samsonov                    |
| Jönköping 1977    | Peter Nocke               | Andreï Krylov             | Marcello Guarducci                    |
| Split 1981        | Sergueï Kopliakov         | Michael Söderlund         | Thomas Lejdström                      |
| Rome 1983         | Michael Groß              | Jörg Woithe               | Thomas Fahrner                        |
| Sofia 1985        | Michael Groß              | Sven Lodziewski           | Tommy Werner                          |
| Schiltigheim 1987 | Anders Holmertz           | Giorgio Lamberti          | Michael Groß                          |
| Bonn 1989         | Giorgio Lamberti          | Artur Wojdat              | Anders Holmertz                       |
| Athènes 1991      | Artur Wojdat              | Giorgio Lamberti          | Roberto Gleria                        |
| Sheffield 1993    | Antti Kasvio              | Evgeniy Sadovyy           | Anders Holmertz                       |
| Vienne 1995       | Jani Sievinen             | Anders Holmertz           | Antti Kasvio                          |
| Séville 1997      | Paul Palmer               | Massimiliano Rosolino     | Béla Szabados                         |
| Istanbul 1999     | Pieter van den Hoogenband | Paul Palmer               | Massimiliano Rosolino                 |
| Helsinki 2000     | Massimiliano Rosolino     | Pieter van den Hoogenband | Paul Palmer                           |
| Berlin 2002       | Pieter van den Hoogenband | Emiliano Brembilla        | Massimiliano Rosolino                 |
| Madrid 2004       | Pieter van den Hoogenband | Andreï Kapralov           | Filippo Magnini Massimiliano Rosolino |
| Budapest 2006     | Pieter van den Hoogenband | Massimiliano Rosolino     | Filippo Magnini                       |
| Eindhoven 2008    | Paul Biedermann           | Amaury Leveaux            | Massimiliano Rosolino                 |
| Budapest 2010     | Paul Biedermann           | Nikita Lobintsev          | Sebastiaan Verschuren                 |
| Debrecen 2012     | Paul Biedermann           | Amaury Leveaux            | Dominik Kozma                         |
| Berlin 2014       | Velimir Stjepanović       | Paul Biedermann           | Yannick Agnel                         |
| Londres 2016      | Sebastiaan Verschuren     | Velimir Stjepanović       | James Guy                             |
| Glasgow 2018      | Duncan Scott              | Danas Rapšys              | Mikhail Dovgalyuk                     |
| Budapest 2020     | Martin Malyutin           | Duncan Scott              | Tom Dean                              |
| Rome 2022         | David Popovici            | Antonio Djakovic          | Felix Auböck                          |
| Belgrade 2024     | David Popovici            | Danas Rapšys              | Antonio Djakovic                      |

### 400 mètresnage libre
| Édition           | Or                  | Argent                   | Bronze               |
| ----------------- | ------------------- | ------------------------ | -------------------- |
| Budapest 1926     | Arne Borg           | Herbert Heinrich         | Friedel Berges       |
| Bologne 1927      | Arne Borg           | Herbert Heinrich         | Václav Antoš         |
| Paris 1931        | István Bárány       | Jean Taris               | Paolo Costoli        |
| Magdebourg 1934   | Jean Taris          | Paolo Costoli            | Giacomo Signori      |
| Londres 1938      | Björn Borg          | Werner Plath             | Norman Wainwright    |
| Monaco 1947       | Alex Jany           | György Mitró             | Miloslav Bartusek    |
| Vienne 1950       | Alex Jany           | Jean Boiteux             | Hans-Günther Lehmann |
| Turin 1954        | György Csordas      | Angelo Romani            | Per-Olof Östrand     |
| Budapest 1958     | Ian Black           | Boris Nikitin            | Paolo Galletti       |
| Leipzig 1962      | Jan Bontekoe        | Hans Rosendahl           | Frank Wiegand        |
| Utrecht 1966      | Frank Wiegand       | Semyon Belits-Geyman     | Alain Mosconi        |
| Barcelone 1970    | Gunnar Larsson      | Hans Fassnacht           | Santiago Esteva      |
| Vienne 1974       | Aleksandr Samsonov  | Bengt Gingsjö            | Andreï Krylov        |
| Jönköping 1977    | Sergey Rusin        | Frank Wennmann           | Frank Pfütze         |
| Split 1981        | Borut Petrič        | Vladimir Salnikov        | Darjan Petrič        |
| Rome 1983         | Vladimir Salnikov   | Borut Petrič             | Darjan Petrič        |
| Sofia 1985        | Uwe Daßler          | Sven Lodziewski          | Rainer Henkel        |
| Schiltigheim 1987 | Uwe Daßler          | Rainer Henkel            | Thomas Fahrner       |
| Bonn 1989         | Artur Wojdat        | Stefan Pfeiffer          | Mariusz Podkościelny |
| Athènes 1991      | Evgeniy Sadovyy     | Artur Wojdat             | Giorgio Lamberti     |
| Sheffield 1993    | Antti Kasvio        | Paul Palmer              | Anders Holmertz      |
| Vienne 1995       | Steffen Zesner      | Paul Palmer              | Anders Holmertz      |
| Séville 1997      | Emiliano Brembilla  | Massimiliano Rosolino    | Paul Palmer          |
| Istanbul 1999     | Paul Palmer         | Emiliano Brembilla       | Dragos Coman         |
| Helsinki 2000     | Emiliano Brembilla  | Dragos Coman             | Paul Palmer          |
| Berlin 2002       | Emiliano Brembilla  | Massimiliano Rosolino    | Dragos Coman         |
| Madrid 2004       | Emiliano Brembilla  | Yuriy Prilukov           | Dragos Coman         |
| Budapest 2006     | Yuriy Prilukov      | Massimiliano Rosolino    | Nicolas Rostoucher   |
| Eindhoven 2008    | Yuriy Prilukov      | Massimiliano Rosolino    | Nikita Lobintsev     |
| Budapest 2010     | Yannick Agnel       | Paul Biedermann          | Gergő Kis            |
| Debrecen 2012     | Paul Biedermann     | Gergő Kis                | Samuel Pizzetti      |
| Berlin 2014       | Velimir Stjepanović | Andrea Mitchell D'Arrigo | Jay Lelliott         |
| Londres 2016      | Gabriele Detti      | Henrik Christiansen      | Péter Bernek         |
| Glasgow 2018      | Mykhailo Romanchuk  | Henrik Christiansen      | Henning Mühlleitner  |
| Budapest 2020     | Martin Malyutin     | Felix Auböck             | Danas Rapšys         |
| Rome 2022         | Lukas Märtens       | Antonio Djakovic         | Henning Mühlleitner  |
| Belgrade 2024     | Felix Auböck        | Dimitrios Markos         | Antonio Djakovic     |

### 800 mètresnage libre
| Édition        | Or                   | Argent               | Bronze             |
| -------------- | -------------------- | -------------------- | ------------------ |
| Eindhoven 2008 | Gergő Kis            | Samuel Pizzetti      | Dragos Coman       |
| Budapest 2010  | Sébastien Rouault    | Christian Kubusch    | Samuel Pizzetti    |
| Debrecen 2012  | Gergő Kis            | Gregorio Paltrinieri | Serhiy Frolov      |
| Berlin 2014    | Gregorio Paltrinieri | Pál Joensen          | Gabriele Detti     |
| Londres 2016   | Gregorio Paltrinieri | Gabriele Detti       | Mykhailo Romanchuk |
| Glasgow 2018   | Mykhailo Romanchuk   | Gregorio Paltrinieri | Florian Wellbrock  |
| Budapest 2020  | Mykhailo Romanchuk   | Gregorio Paltrinieri | Gabriele Detti     |
| Rome 2022      | Gregorio Paltrinieri | Lukas Märtens        | Lorenzo Galossi    |
| Belgrade 2024  | Mykhailo Romanchuk   | Dimitrios Markos     | Zalán Sárkány      |

### 1 500 mètresnage libre
| Édition           | Or                   | Argent               | Bronze               |
| ----------------- | -------------------- | -------------------- | -------------------- |
| Budapest 1926     | Arne Borg            | Friedel Berges       | Joachim Rademacher   |
| Bologne 1927      | Arne Borg            | Giuseppe Perentin    | Joachim Rademacher   |
| Paris 1931        | Olivér Halassy       | Giuseppe Perentin    | Paolo Costoli        |
| Magdebourg 1934   | Jean Taris           | Paolo Costoli        | Norman Wainwright    |
| Londres 1938      | Björn Borg           | Bobby Leivers        | Heinz Arendt         |
| Monaco 1947       | György Mitró         | Ferenc Vörös         | Marijan Stipetic     |
| Vienne 1950       | Hans-Günther Lehmann | Jean Boiteux         | Joseph Bernardo      |
| Turin 1954        | György Csordas       | György Schuszter     | Vladimir Lavrinenko  |
| Budapest 1958     | Ian Black            | József Katona        | Gennadiy Androsov    |
| Leipzig 1962      | József Katona        | Miguel Torres        | Richard Campion      |
| Utrecht 1966      | Semyon Belits-Geyman | Alan Kimber          | Aleksandr Pletnev    |
| Barcelone 1970    | Hans Fassnacht       | Werner Lampe         | Santiago Esteva      |
| Vienne 1974       | Frank Pfütze         | James Carter         | Igor Yevgrafov       |
| Jönköping 1977    | Vladimir Salnikov    | Valentin Parinov     | Borut Petrič         |
| Split 1981        | Vladimir Salnikov    | Borut Petrič         | Rafael Escalas       |
| Rome 1983         | Vladimir Salnikov    | Borut Petrič         | Stefan Pfeiffer      |
| Sofia 1985        | Uwe Dassler          | Rainer Henkel        | Stefan Pfeiffer      |
| Schiltigheim 1987 | Rainer Henkel        | Uwe Dassler          | Stefan Pfeiffer      |
| Bonn 1989         | Jörg Hoffmann        | Stefan Pfeiffer      | Mariusz Podkoscielny |
| Athènes 1991      | Jörg Hoffmann        | Ian Wilson           | Sebastian Wiese      |
| Sheffield 1993    | Jörg Hoffmann        | Sebastian Wiese      | Igor Majcen          |
| Vienne 1995       | Jörg Hoffmann        | Graeme Smith         | Steffen Zesner       |
| Séville 1997      | Emiliano Brembilla   | Igor Snitko          | Denis Zavgorodniy    |
| Istanbul 1999     | Igor Snitko          | Dragos Coman         | Sylvain Cros         |
| Helsinki 2000     | Igor Chervynskyi     | Emiliano Brembilla   | Dragos Coman         |
| Berlin 2002       | Yuriy Prilukov       | Christian Minotti    | Igor Chervynskyi     |
| Madrid 2004       | Yuriy Prilukov       | Igor Chervynskyi     | Dragos Coman         |
| Budapest 2006     | Yuriy Prilukov       | Sébastien Rouault    | Nicolas Rostoucher   |
| Eindhoven 2008    | Yuriy Prilukov       | David Davies         | Mateusz Sawrymowicz  |
| Budapest 2010     | Sébastien Rouault    | Pál Joensen          | Samuel Pizzetti      |
| Debrecen 2012     | Gregorio Paltrinieri | Gergő Kis            | Gergely Gyurta       |
| Berlin 2014       | Gregorio Paltrinieri | Pál Joensen          | Gabriele Detti       |
| Londres 2016      | Gregorio Paltrinieri | Gabriele Detti       | Mykhailo Romanchuk   |
| Glasgow 2018      | Florian Wellbrock    | Mykhailo Romanchuk   | Gregorio Paltrinieri |
| Budapest 2020     | Mykhailo Romanchuk   | Gregorio Paltrinieri | Domenico Acerenza    |
| Rome 2022         | Mykhailo Romanchuk   | Gregorio Paltrinieri | Damien Joly          |
| Belgrade 2024     | Kuzey Tunçelli       | Mykhailo Romanchuk   | Zalán Sárkány        |

## Dos

### 50 mètresdos
| Édition        | Or                 | Argent             | Bronze                                 |
| -------------- | ------------------ | ------------------ | -------------------------------------- |
| Istanbul 1999  | Stev Theloke       | Thomas Rupprath    | Mariusz Siembida                       |
| Helsinki 2000  | Stev Theloke       | Darius Grigalionis | David Ortega                           |
| Berlin 2002    | Thomas Rupprath    | Stev Theloke       | Bartosz Kizierowski                    |
| Madrid 2004    | Stev Theloke       | Darius Grigalionis | David Ortega                           |
| Budapest 2006  | Helge Meeuw        | Áris Grigoriádis   | Matthew Clay                           |
| Eindhoven 2008 | Áris Grigoriádis   | Flori Lang         | Ľuboš Križko                           |
| Budapest 2010  | Camille Lacourt    | Liam Tancock       | Guy Barnea                             |
| Debrecen 2012  | Jonatan Kopelev    | Mirco Di Tora      | Dorian Gandin Richárd Bohus Guy Barnea |
| Berlin 2014    | Vladimir Morozov   | Jérémy Stravius    | Chris Walker-Hebborn                   |
| Londres 2016   | Camille Lacourt    | Richárd Bohus      | Grigoriy Tarasevich                    |
| Glasgow 2018   | Kliment Kolesnikov | Robert Glință      | Shane Ryan                             |
| Budapest 2020  | Kliment Kolesnikov | Robert Glință      | Hugo González                          |
| Rome 2022      | Apóstolos Chrístou | Thomas Ceccon      | Ole Barunschweig                       |
| Belgrade 2024  | Apóstolos Chrístou | Ksawery Masiuk     | Evangelos Makrygiannis                 |

### 100 mètresdos
| Édition           | Or                   | Argent                 | Bronze                                  |
| ----------------- | -------------------- | ---------------------- | --------------------------------------- |
| Budapest 1926     | Gustav Frölich       | Károly Bartha          | Eskil Lundahl                           |
| Bologne 1927      | Eskil Lundahl        | Aladár Bitskey         | Gustav Frölich                          |
| Paris 1931        | Gerhard Deutsch      | Aladár Bitskey         | Károly Nagy                             |
| Magdebourg 1934   | John Besford         | Ernst Küppers          | Edgar Siegrist                          |
| Londres 1938      | Heinz Schlauch       | Gerhard Nüsske         | Árpád Lengyel Stans Scheffer            |
| Monaco 1947       | Georges Vallerey     | Gyula Valent           | Jiří Kovář                              |
| Vienne 1950       | Göran Larsson        | Cornelis Kievit        | Boris Skanata                           |
| Turin 1954        | Gilbert Bozon        | Laszlo Magyar          | John Brockway                           |
| Budapest 1958     | Robert Christophe    | Leonid Barbier         | Wolfgang Wagner (RDA)                   |
| Leipzig 1962      | Non disputé          | Non disputé            | Non disputé                             |
| Utrecht 1966      | Non disputé          | Non disputé            | Non disputé                             |
| Barcelone 1970    | Roland Matthes       | Santiago Esteva        | Bob Schoutsen                           |
| Vienne 1974       | Roland Matthes       | Lutz Wanja             | Zoltan Verraszto                        |
| Jönköping 1977    | Mikoslav Rolko       | Zoltan Verraszto       | Klaus Steinbach                         |
| Split 1981        | Sandor Wladar        | Vladimir Shemetov      | Viktor Kuznetsov                        |
| Rome 1983         | Dirk Richter         | Vladimir Shemetov      | Sergey Zabolotnov                       |
| Sofia 1985        | Igor Polyansky       | Dirk Richter           | Sergey Zabolotnov                       |
| Schiltigheim 1987 | Sergey Zabolotnov    | Frank Baltrusch        | Frank Hoffmeister                       |
| Bonn 1989         | Martín López-Zubero  | Sergey Zabolotnov      | Dirk Richter                            |
| Athènes 1991      | Martín López-Zubero  | Dirk Richter           | Franck Schott                           |
| Sheffield 1993    | Martín López-Zubero  | Vladimir Selkov        | Martin Harris                           |
| Vienne 1995       | Vladimir Selkov      | Jirka Letzin           | Stefaan Maene                           |
| Séville 1997      | Martín López-Zubero  | Eithan Urbach          | Vladimir Selkov                         |
| Istanbul 1999     | Stev Theloke         | Gordan Kozulj          | Eithan Urbach                           |
| Helsinki 2000     | David Ortega         | Volodymyr Nikolaychuk  | Derya Büyükunçu                         |
| Berlin 2002       | Stev Theloke         | Markus Rogan           | Pierre Roger                            |
| Madrid 2004       | László Cseh          | Markus Rogan           | Stev Theloke                            |
| Budapest 2006     | Arkady Vyatchanin    | Markus Rogan           | Áris Grigoriádis                        |
| Eindhoven 2008    | Markus Rogan         | Áris Grigoriádis       | Arkady Vyatchanin                       |
| Budapest 2010     | Camille Lacourt      | Jérémy Stravius        | Liam Tancock                            |
| Debrecen 2012     | Áris Grigoriádis     | Helge Meeuw            | Yakov-Yan Toumarkin                     |
| Berlin 2014       | Chris Walker-Hebborn | Jérémy Stravius        | Jan-Philip Glania                       |
| Londres 2016      | Camille Lacourt      | Grigory Tarasevich     | Simone Sabbioni Apóstolos Chrístou      |
| Glasgow 2018      | Kliment Kolesnikov   | Evgeny Rylov           | Apóstolos Chrístou                      |
| Budapest 2020     | Robert Glinta        | Hugo Gonzalez          | Apóstolos Chrístou Yohann Ndoye Brouard |
| Rome 2022         | Thomas Ceccon        | Apóstolos Chrístou     | Yohann Ndoye Brouard                    |
| Belgrade 2024     | Apóstolos Chrístou   | Evangelos Makrygiannis | Ksawery Masiuk                          |

### 200 mètresdos
| Édition           | Or                   | Argent                       | Bronze              |
| ----------------- | -------------------- | ---------------------------- | ------------------- |
| Leipzig 1962      | Leonid Barbier       | Wolfgang Wagner              | Jozsef Csikany      |
| Utrecht 1966      | Yuriy Gromak         | Jaime Monzo                  | Joachim Rother      |
| Barcelone 1970    | Roland Matthes       | Santiago Esteva              | Volker Werner       |
| Vienne 1974       | Roland Matthes       | Zoltan Verraszto             | Robert Rudolf       |
| Jönköping 1977    | Zoltan Verraszto     | Mikoslav Rolko               | Jan Thorell         |
| Split 1981        | Sandor Wladar        | Vladimir Shemetov            | Frédéric Delcourt   |
| Rome 1983         | Sergey Zabolotnov    | Sandor Wladar                | Frank Baltrusch     |
| Sofia 1985        | Igor Polyansky       | Sergey Zabolotnov            | Frank Baltrusch     |
| Schiltigheim 1987 | Sergey Zabolotnov    | Igor Polyansky               | Frank Baltrusch     |
| Bonn 1989         | Stefano Battistelli  | Vladimir Selkov              | Tino Weber          |
| Athènes 1991      | Martín López-Zubero  | Dirk Richter Vladimir Selkov |                     |
| Sheffield 1993    | Vladimir Selkov      | Martín López-Zubero          | Emanuele Merisi     |
| Vienne 1995       | Vladimir Selkov      | Nicolae Butacu               | Adam Ruckwood       |
| Séville 1997      | Vladimir Selkov      | Emanuele Merisi              | Ralf Braun          |
| Istanbul 1999     | Ralf Braun           | Gordan Kozulj                | Emanuele Merisi     |
| Helsinki 2000     | Gordan Kozulj        | Emanuele Merisi              | Yoav Gath           |
| Berlin 2002       | Gordan Kozulj        | Markus Rogan                 | Marko Strahija      |
| Madrid 2004       | Markus Rogan         | Razvan Florea                | Simon Dufour        |
| Budapest 2006     | Arkady Vyatchanin    | László Cseh                  | Razvan Florea       |
| Eindhoven 2008    | Markus Rogan         | Arkady Vyatchanin            | Razvan Florea       |
| Budapest 2010     | Stanislav Donets     | Markus Rogan                 | Benjamin Stasiulis  |
| Debrecen 2012     | Radosław Kawęcki     | Péter Bernek                 | Yakov-Yan Toumarkin |
| Berlin 2014       | Radosław Kawęcki     | Christian Diener             | Gábor Balog         |
| Londres 2016      | Radosław Kawęcki     | Yakov-Yan Toumarkin          | Danas Rapšys        |
| Glasgow 2018      | Evgeny Rylov         | Radosław Kawęcki             | Matteo Restivo      |
| Budapest 2020     | Evgeny Rylov         | Luke Greenbank               | Roman Mityukov      |
| Rome 2022         | Yohann Ndoye Brouard | Benedek Kovacs               | Luke Greenbank      |
| Belgrade 2024     | Oleksandr Zheltyakov | Apostolos Siskos             | Roman Mityukov      |

## Brasse

### 50 mètresbrasse
| Édition        | Or                             | Argent             | Bronze               |
| -------------- | ------------------------------ | ------------------ | -------------------- |
| Istanbul 1999  | Mark Warnecke                  | Oleh Lisohor       | Károly Güttler       |
| Helsinki 2000  | Mark Warnecke                  | Oleh Lisohor       | Remo Lütolf          |
| Berlin 2002    | Oleh Lisohor                   | Mihály Flaskay     | Károly Güttler       |
| Madrid 2004    | Oleh Lisohor                   | Hugues Duboscq     | Matjaž Markič        |
| Budapest 2006  | Oleh Lisohor Alessandro Terrin | —                  | Matjaž Markič        |
| Eindhoven 2008 | Oleh Lisohor                   | Alexander Dale Oen | Alessandro Terrin    |
| Budapest 2010  | Fabio Scozzoli                 | Dragoș Agache      | Lennart Stekelenburg |
| Debrecen 2012  | Damir Dugonjič                 | Fabio Scozzoli     | Panayiótis Samilídis |
| Berlin 2014    | Adam Peaty                     | Giedrius Titenis   | Damir Dugonjič       |
| Londres 2016   | Adam Peaty                     | Peter John Stevens | Ross Murdoch         |
| Glasgow 2018   | Adam Peaty                     | Fabio Scozzoli     | Peter John Stevens   |
| Budapest 2020  | Adam Peaty                     | Ilya Shymanovich   | Nicolo Martinenghi   |
| Rome 2022      | Nicolo Martinenghi             | Simone Cerasuolo   | Lucas Matzerath      |
| Belgrade 2024  | Hüseyin Emre Sakçı             | Noel de Geus       | Kristian Pitshugin   |

### 100 mètresbrasse
| Édition           | Or                     | Argent              | Bronze             |
| ----------------- | ---------------------- | ------------------- | ------------------ |
| Barcelone 1970    | Nikolai Pankin         | Roger-Philippe Menu | Rolf Klees         |
| Vienne 1974       | Nikolai Pankin         | Walter Kusch        | David Leigh        |
| Jönköping 1977    | Gerald Mörken          | Giorgio Lalle       | Walter Kusch       |
| Split 1981        | Yuriy Kis              | Arsens Miskarovs    | Gerald Mörken      |
| Rome 1983         | Robertas Žulpa         | Adrian Moorhouse    | Gerald Mörken      |
| Sofia 1985        | Adrian Moorhouse       | Rolf Beab           | Dmitri Volkov      |
| Schiltigheim 1987 | Adrian Moorhouse       | Dmitri Volkov       | Gianni Minervini   |
| Bonn 1989         | Adrian Moorhouse       | Dmitri Volkov       | Nick Gillingham    |
| Athènes 1991      | Norbert Rózsa          | Adrian Moorhouse    | Gianni Minervini   |
| Sheffield 1993    | Károly Güttler         | Nick Gillingham     | Vitaliy Kirichuk   |
| Vienne 1995       | Frederik Deburghgraeve | Károly Güttler      | Andrey Korneyev    |
| Séville 1997      | Aleksandr Gukov        | Károly Güttler      | Daniel Malek       |
| Istanbul 1999     | Domenico Fioravanti    | Mark Warnecke       | Stéphan Perrot     |
| Helsinki 2000     | Domenico Fioravanti    | Jarno Pihlava       | Dmitri Komornikov  |
| Berlin 2002       | Oleh Lisohor           | Roman Sludnov       | Hugues Duboscq     |
| Madrid 2004       | Oleh Lisohor           | Hugues Duboscq      | Richard Bodor      |
| Budapest 2006     | Roman Sludnov          | Alexander Dale Oen  | Oleh Lisohor       |
| Eindhoven 2008    | Alexander Dale Oen     | Hugues Duboscq      | Oleh Lisohor       |
| Budapest 2010     | Alexander Dale Oen     | Hugues Duboscq      | Fabio Scozzoli     |
| Debrecen 2012     | Fabio Scozzoli         | Valeriy Dymo        | Mattia Pesce       |
| Berlin 2014       | Adam Peaty             | Ross Murdoch        | Giedrius Titenis   |
| Londres 2016      | Adam Peaty             | Ross Murdoch        | Giedrius Titenis   |
| Glasgow 2018      | Adam Peaty             | James Wilby         | Anton Chupkov      |
| Budapest 2020     | Adam Peaty             | Arno Kamminga       | James Wilby        |
| Rome 2022         | Nicolo Martinenghi     | Federico Poggio     | Andrius Šidlauskas |
| Belgrade 2024     | Melvin Imoudu          | Berkay Öğretir      | Andrius Šidlauskas |

### 200 mètresbrasse
| Édition           | Or                              | Argent              | Bronze                 |
| ----------------- | ------------------------------- | ------------------- | ---------------------- |
| Budapest 1926     | Erich Rademacher                | Louis Van Parijs    | Wilhelm Prasse         |
| Bologne 1927      | Erich Rademacher                | Wilhelm Prasse      | Louis Van Parijs       |
| Bologne 1931      | Ivo Reingoldt                   | Karl Wittenberg     | Erwin Sietas           |
| Magdebourg 1934   | Erwin Sietas                    | Paul Schwarz        | Hans Malmstrom         |
| Londres 1938      | Joachim Balke                   | Erwin Sietas        | Anton Cerer            |
| Monaco 1947       | Roy Romain                      | Anton Cerer         | Sandor Nemeth          |
| Vienne 1950       | Herbert Klein                   | Maurice Lusien      | Bengt Rask             |
| Turin 1954        | Klaus Bodinger (RDA)            | Marek Petrusewicz   | Sandor Utassy          |
| Budapest 1958     | Leonid Kolesnikov               | Roberto Lazzari     | Klaus Bodinger         |
| Leipzig 1962      | Georgiy Prokopenko              | Ivan Karetnikov     | Robert Van Empel       |
| Utrecht 1966      | Georgiy Prokopenko              | Aleksandr Tutakayev | Egon Henninger         |
| Barcelone 1970    | Klaus Katzur                    | Nikolay Pankin      | Walter Kusch           |
| Vienne 1974       | David Wilkie                    | Nikolay Pankin      | David Leigh            |
| Jönköping 1977    | Gerald Mörken                   | Arsens Miskarovs    | Walter Kusch           |
| Split 1981        | Robertas Žulpa                  | Arsen Miskarov      | Adrian Moorhouse       |
| Rome 1983         | Adrian Moorhouse                | Albán Vermes        | Robertas Žulpa         |
| Sofia 1985        | Dmitri Volkov                   | Alexandre Yokochi   | Étienne Dagon          |
| Schiltigheim 1987 | József Szabó                    | Sergey Sokolovskiy  | Adrian Moorhouse       |
| Bonn 1989         | Nick Gillingham                 | Gary O'Toole        | József Szabó           |
| Athènes 1991      | Nick Gillingham                 | Norbert Rózsa       | Sergio López Miró      |
| Sheffield 1993    | Nick Gillingham                 | Károly Güttler      | Andrey Korneyev        |
| Vienne 1995       | Andrey Korneyev                 | Károly Güttler      | Frederik Deburghgraeve |
| Séville 1997      | Aleksandr Gukov                 | Andrey Korneyev     | Daniel Malek           |
| Istanbul 1999     | Stéphan Perrot                  | Dmitry Komornikov   | Yohan Bernard          |
| Helsinki 2000     | Dmitry Komornikov               | Domenico Fioravanti | Maxim Podoprigora      |
| Berlin 2002       | Davide Rummolo                  | Yohan Bernard       | Roman Sludnov          |
| Madrid 2004       | Paolo Bossini                   | Dmitry Komornikov   | Richard Bodor          |
| Budapest 2006     | Sławomir Kuczko                 | Paolo Bossini       | Kristopher Gilchrist   |
| Eindhoven 2008    | Grigory Falko                   | Alexander Dale Oen  | Hugues Duboscq         |
| Budapest 2010     | Dániel Gyurta                   | Alexander Dale Oen  | Hugues Duboscq         |
| Debrecen 2012     | Dániel Gyurta                   | Marco Koch          | Panayiótis Samilídis   |
| Berlin 2014       | Marco Koch                      | Ross Murdoch        | Giedrius Titenis       |
| Londres 2016      | Ross Murdoch                    | Marco Koch          | Luca Pizzini           |
| Glasgow 2018      | Anton Chupkov                   | James Wilby         | Luca Pizzini           |
| Budapest 2020     | Anton Chupkov                   | Arno Kamminga       | Erik Persson           |
| Rome 2022         | James Wilby                     | Matti Mattsson      | Luca Pizzini           |
| Belgrade 2024     | Lyubomir Epitropov Erik Persson | —                   | Jan Kałusowski         |

## Papillon

### 50 mètrespapillon
| Édition        | Or                              | Argent             | Bronze                         |
| -------------- | ------------------------------- | ------------------ | ------------------------------ |
| Istanbul 1999  | Pieter van den Hoogenband       | Miloš Milošević    | Mark Foster Lars Frölander     |
| Helsinki 2000  | Jere Hård                       | Lars Frölander     | Mark Foster                    |
| Berlin 2002    | Jere Hård                       | Thomas Rupprath    | Lars Frölander                 |
| Madrid 2004    | Serhiy Breus                    | Nikolay Skvortsov  | Andriy Serdinov                |
| Budapest 2006  | Serhiy Breus                    | Duje Draganja      | Jakob Andkjaer Andriy Serdinov |
| Eindhoven 2008 | Milorad Čavić                   | Serhiy Breus       | Rafael Muñoz                   |
| Budapest 2010  | Rafael Muñoz                    | Frédérick Bousquet | Yevgeniy Korotychkin           |
| Debrecen 2012  | Rafael Muñoz                    | Frédérick Bousquet | Yauhen Tsurkin                 |
| Berlin 2014    | Florent Manaudou Yauhen Tsurkin | —                  | Andriy Hovorov Benjamin Proud  |
| Londres 2016   | Andriy Hovorov                  | László Cseh        | Benjamin Proud                 |
| Glasgow 2018   | Andriy Hovorov                  | Benjamin Proud     | Oleg Kostin                    |
| Budapest 2020  | Szebasztián Szabó               | Andriy Hovorov     | Andrey Zhilkin                 |
| Rome 2022      | Thomas Ceccon                   | Maxime Grousset    | Diogo Ribeiro                  |
| Belgrade 2024  | Stérgios-Mários Bílas           | Simon Bucher       | Daniel Gracík                  |

### 100 mètres papillon
| Édition           | Or                   | Argent             | Bronze             |
| ----------------- | -------------------- | ------------------ | ------------------ |
| Barcelone 1970    | Hans Lampe           | Udo Poser          | Vladimir Nemshilov |
| Vienne 1974       | Roger Pyttel         | Roland Matthes     | Folkert Meeuw      |
| Jönköping 1977    | Roger Pyttel         | Pär Arvidsson      | John Mills         |
| Split 1981        | Aleksey Markovskiy   | Pär Arvidsson      | Vadim Dombrovskiy  |
| Rome 1983         | Michael Groß         | David López-Zubero | Aleksey Markovskiy |
| Sofia 1985        | Michael Groß         | Andy Jameson       | Marcel Gery        |
| Schiltigheim 1987 | Andy Jameson         | Michael Groß       | Benny Nielsen      |
| Bonn 1989         | Rafał Szukała        | Bruno Gutzeit      | Martin Herrmann    |
| Athènes 1991      | Vyacheslav Kulikov   | David López-Zubero | Nils Rudolph       |
| Sheffield 1993    | Rafał Szukała        | Denis Pankratov    | Miloš Milošević    |
| Vienne 1995       | Denis Pankratov      | Denys Sylantyev    | Rafał Szukała      |
| Séville 1997      | Lars Frölander       | Denys Sylantyev    | Franck Esposito    |
| Istanbul 1999     | Lars Frölander       | James Hickman      | Denys Sylantyev    |
| Helsinki 2000     | Lars Frölander       | Thomas Rupprath    | James Hickman      |
| Berlin 2002       | Thomas Rupprath      | Andriy Serdinov    | Denys Sylantyev    |
| Madrid 2004       | Andriy Serdinov      | Franck Esposito    | Nikolay Skvortsov  |
| Budapest 2006     | Andriy Serdinov      | Amaury Leveaux     | Nikolay Skvortsov  |
| Eindhoven 2008    | Yevgeniy Korotychkin | Peter Mankoč       | Rafael Muñoz       |
| Budapest 2010     | Yevgeniy Korotychkin | Joeri Verlinden    | Konrad Czerniak    |
| Debrecen 2012     | Milorad Čavić        | László Cseh        | Matteo Rivolta     |
| Berlin 2014       | Konrad Czerniak      | László Cseh        | Pavel Sankovich    |
| Londres 2016      | László Cseh          | Konrad Czerniak    | Mehdy Metella      |
| Glasgow 2018      | Piero Codia          | Mehdy Metella      | James Guy          |
| Budapest 2020     | Kristof Milak        | Josif Miladinov    | James Guy          |
| Rome 2022         | Kristóf Milák        | Noè Ponti          | Jakub Majerski     |
| Belgrade 2024     | Kristóf Milák        | Hubert Kós         | Jakub Majerski     |

### 200 mètrespapillon
| Édition           | Or                 | Argent                | Bronze               |
| ----------------- | ------------------ | --------------------- | -------------------- |
| Turin 1954        | György Tumpek      | Zsolt Feyer           | Vadim Martinchik     |
| Budapest 1958     | Ian Black          | Pavel Pazdirek        | Graham Symonds       |
| Leipzig 1962      | Valentin Kuzmin    | Brian Jenkins         | Wolfgang Sieber      |
| Utrecht 1966      | Valentin Kuzmin    | Horst-Günther Gregor  | Anatoliy Skavronskiy |
| Barcelone 1970    | Udo Poser          | Folkert Meeuw         | Hartmut Flöckner     |
| Vienne 1974       | Andras Hargitay    | Brian Brinkley        | Hartmut Flöckner     |
| Jönköping 1977    | Michael Kraus      | Roger Pyttel          | Pär Arvidsson        |
| Split 1981        | Michael Groß       | Phil Hubble           | Sergey Fesenko       |
| Rome 1983         | Michael Groß       | Sergey Fesenko        | Paolo Revelli        |
| Sofia 1985        | Michael Groß       | Benny Nielsen         | Frank Drost          |
| Schiltigheim 1987 | Michael Groß       | Benny Nielsen         | Vadim Yaroshchuk     |
| Bonn 1989         | Tamás Darnyi       | Rafał Szukała         | Matjaž Koželj        |
| Athènes 1991      | Franck Esposito    | Rafał Szukała         | Christophe Bordeau   |
| Sheffield 1993    | Denis Pankratov    | Franck Esposito       | Chris-Carol Bremer   |
| Vienne 1995       | Denis Pankratov    | Konrad Gałka          | Chris-Carol Bremer   |
| Séville 1997      | Franck Esposito    | Denys Sylantyev       | Stephen Parry        |
| Istanbul 1999     | Franck Esposito    | Denys Sylantyev       | Anatoliy Poliyakov   |
| Helsinki 2000     | Anatoliy Poliyakov | James Hickman         | Ioan Gherghel        |
| Berlin 2002       | Franck Esposito    | Denys Sylantyev       | Anatoliy Poliyakov   |
| Madrid 2004       | Denys Sylantyev    | Ioan Gherghel         | Anatoliy Poliyakov   |
| Budapest 2006     | Pawel Korzeniowski | Ioánnis Drymonákos    | Nikolay Skvortsov    |
| Eindhoven 2008    | Pawel Korzeniowski | Nikolay Skvortsov     | Christophe Lebon     |
| Budapest 2010     | Pawel Korzeniowski | Nikolay Skvortsov     | Ioánnis Drymonákos   |
| Debrecen 2012     | László Cseh        | Bence Biczó           | Ioánnis Drymonákos   |
| Berlin 2014       | Viktor Bromer      | Bence Biczó           | Pawel Korzeniowski   |
| Londres 2016      | László Cseh        | Viktor Bromer         | Tamás Kenderesi      |
| Glasgow 2018      | Kristóf Milák      | Tamás Kenderesi       | Federico Burdisso    |
| Budapest 2020     | Kristóf Milák      | Federico Burdisso     | Tamás Kenderesi      |
| Rome 2022         | Kristóf Milák      | Richard Marton        | Alberto Razzetti     |
| Belgrade 2024     | Kristóf Milák      | Krzysztof Chmielewski | Michał Chmielewski   |

## Quatre nages

### 200 mètres4 nages
| Édition           | Or                    | Argent                | Bronze                |
| ----------------- | --------------------- | --------------------- | --------------------- |
| Barcelone 1970    | Gunnar Larsson        | Matthias Pechmann     | Hans Ljungberg        |
| Vienne 1974       | David Wilkie          | Christian Lietzmann   | András Hargitay       |
| Jönköping 1977    | András Hargitay       | Andreï Smirnov        | Aleksandr Sidorenko   |
| Split 1981        | Aleksandr Sidorenko   | Giovanni Franceschi   | Josef Hladký          |
| Rome 1983         | Giovanni Franceschi   | Jens-Peter Berndt     | Josef Hladký          |
| Sofia 1985        | Tamás Darnyi          | Josef Hladký          | Peter Bermel          |
| Schiltigheim 1987 | Tamás Darnyi          | Vadim Yaroshchuk      | Raik Hannemann        |
| Bonn 1989         | Tamás Darnyi          | Raik Hannemann        | Josef Hladký          |
| Athènes 1991      | Lars Sørensen         | Christian Gessner     | Luca Sacchi           |
| Sheffield 1993    | Jani Sievinen         | Attila Czene          | Christian Keller      |
| Vienne 1995       | Jani Sievinen         | Attila Czene          | Christian Keller      |
| Séville 1997      | Marcel Wouda          | Xavier Marchand       | Jani Sievinen         |
| Istanbul 1999     | Marcel Wouda          | Massimiliano Rosolino | Jani Sievinen         |
| Helsinki 2000     | Massimiliano Rosolino | Christian Keller      | Xavier Marchand       |
| Berlin 2002       | Jani Sievinen         | Alessio Boggiatto     | Markus Rogan          |
| Madrid 2004       | Markus Rogan          | Jani Sievinen         | Massimiliano Rosolino |
| Budapest 2006     | László Cseh           | Alessio Boggiatto     | Tamas Kerekjarto      |
| Eindhoven 2008    | László Cseh           | Dinko Jukić           | Vytautas Janušaitis   |
| Budapest 2010     | László Cseh           | Markus Rogan          | Joe Roebuck           |
| Debrecen 2012     | László Cseh           | James Goddard         | Markus Rogan          |
| Berlin 2014       | László Cseh           | Philip Heintz         | Roberto Pavoni        |
| Londres 2016      | Andréas Vazaíos       | Gal Nevo              | Alexis Manaças Santos |
| Glasgow 2018      | Jérémy Desplanches    | Philip Heintz         | Max Litchfield        |
| Budapest 2020     | Hugo González         | Jérémy Desplanches    | Alberto Razzetti      |
| Rome 2022         | Hubert Kós            | Alberto Razzetti      | Gabriel José Lopes    |
| Belgrade 2024     | Hubert Kós            | Ron Polonsky          | Berke Saka            |

### 400 mètres4 nages
| Édition           | Or                   | Argent              | Bronze                |
| ----------------- | -------------------- | ------------------- | --------------------- |
| Leipzig 1962      | Gennadiy Androsov    | Jan Jiskoot         | Jürgen Bachmann       |
| Utrecht 1966      | Frank Wiegand        | Andrey Dunayev      | Klaus Katzur          |
| Barcelone 1970    | Gunnar Larsson       | Hans Fassnacht      | Matthias Pechmann     |
| Vienne 1974       | Andras Hargitay      | Christian Lietzmann | Andrey Smirnov        |
| Jönköping 1977    | Sergey Fesenko       | Andrey Smirnov      | Czaba Sos             |
| Split 1981        | Sergey Fesenko       | Leszek Górski       | Giovanni Franceschi   |
| Rome 1983         | Giovanni Franceschi  | Jens-Peter Berndt   | Josef Hladký          |
| Sofia 1985        | Tamás Darnyi         | Vadim Yaroshchuk    | Raik Hannemann        |
| Schiltigheim 1987 | Tamás Darnyi         | József Szabó        | Patrick Kühl          |
| Bonn 1989         | Tamás Darnyi         | Patrick Kühl        | Stefano Battistelli   |
| Athènes 1991      | Luca Sacchi          | Patrick Kühl        | Christian Gessner     |
| Sheffield 1993    | Tamás Darnyi         | Jani Sievinen       | Marcel Wouda          |
| Vienne 1995       | Jani Sievinen        | Marcin Malinski     | Luca Sacchi           |
| Séville 1997      | Marcel Wouda         | Frederik Hviid      | Robert Seibt          |
| Istanbul 1999     | Frederik Hviid       | Mickey Halika       | Marcel Wouda          |
| Helsinki 2000     | István Batházi       | Cezar Bădiţă        | Johann Le Bihan       |
| Berlin 2002       | Alessio Boggiatto    | István Batházi      | Nicolas Rostoucher    |
| Madrid 2004       | László Cseh          | Luca Marin          | Alessio Boggiatto     |
| Budapest 2006     | László Cseh          | Luca Marin          | Alessio Boggiatto     |
| Eindhoven 2008    | László Cseh          | Luca Marin          | Dinko Jukić           |
| Budapest 2010     | László Cseh          | Dávid Verrasztó     | Gal Nevo              |
| Debrecen 2012     | László Cseh          | Dávid Verrasztó     | Ioánnis Drymonákos    |
| Berlin 2014       | Dávid Verrasztó      | Roberto Pavoni      | Federico Turrini      |
| Londres 2016      | Dávid Verrasztó      | Richárd Nagy        | Federico Turrini      |
| Glasgow 2018      | Dávid Verrasztó      | Max Litchfield      | Joan Lluís Pons       |
| Budapest 2020     | Ilya Borodin         | Alberto Razzetti    | Max Litchfield        |
| Rome 2022         | Alberto Razzetti     | Dávid Verrasztó     | Pier Andrea Matteazzi |
| Belgrade 2024     | Apóstolos Papastámos | Balázs Holló        | Gábor Zombori         |

## Relais

### Relais 4 × 100 mètres nage libre
| Édition           | Or | Argent | Bronze |
| ----------------- | --- | --- | --- |
| Leipzig 1962      | France Gérard Gropaiz Robert Christophe Jean-Pascal Curtillet Alain Gottvallès                                                             | Royaume-Uni Stanley Clarke Peter Kendrew John Martin-Dye Robert McGregor                                        | Suède Per-Ola Lindberg Mats Svensson Jan Lundin Bengt-Olof Nordwall                                                        |
| Utrecht 1966      | Allemagne de l'Est Frank Wiegand Udo Poser Horst-Günther Gregor Peter Sommer                                                               | Union soviétique Leonid Ilyichev Viktor Mazanov Georgiy Kulikov Vladimir Shuvalov                               | Suède Lester Eriksson Göran Jansson Yngvar Eriksson Jan Lundin                                                             |
| Barcelone 1970    | Union soviétique Vladimir Bure Viktor Mazanov Georgiy Kulikov Leonid Ilyichev                                                              | Allemagne de l'Ouest Gerhard Schiller Rainer Jacob Folkert Meeuw Hans Fassnacht                                 | Allemagne de l'Est Roland Matthes Lutz Unger Frank Seebald Udo Poser                                                       |
| Vienne 1974       | Allemagne de l'Ouest Klaus Steinbach Gerhard Schiller Kersten Meier Peter Nocke                                                            | Union soviétique Vladimir Bure Aleksandr Samsonov Anatoliy Rybakov Georgiy Kulikov                              | Allemagne de l'Est Roger Pyttel Roland Matthes Wilfried Hartung Lutz Wanja                                                 |
| Jönköping 1977    | Allemagne de l'Ouest Klaus Steinbach Andreas Schmidt Jürgen Könnecker Peter Nocke                                                          | Italie Roberto Pangaro Paolo Revelli Paolo Sinegaelia Marcello Guarducci                                        | Union soviétique Vladimir Bure Sergey Labso Sergueï Kopliakov Andreï Krylov                                                |
| Split 1981        | Union soviétique Vladimir Shemetov Vladimir Salnikov Aleksandr Tchaïev Sergueï Kopliakov                                                   | Suède Per Holmertz Per Wikström Lasse Lindqvist Per Johansson                                                   | Allemagne de l'Ouest Peter Knust Wilfried Kuhlem Michael Groß Andreas Schmidt                                              |
| Rome 1983         | Union soviétique Sergey Smiriagin Sergey Krasyuk Vladimir Tkatchenko Aleksey Markovskiy                                                    | Suède Thomas Lejdström Per Johansson Per Holmertz Per Wikström                                                  | Allemagne de l'Est Jörg Woithe Dirk Richter Rainer Sternal Sven Lodziewski                                                 |
| Sofia 1985        | Allemagne de l'Ouest Alexander Schowtka Thomas Fahrner Dirk Korthals Michael Groß                                                          | Allemagne de l'Est Dirk Richter Sven Lodziewski Lars Hinneburg Jörg Woithe                                      | Suède Tommy Werner Michael Söderlund Bengt Baron Per Johansson                                                             |
| Schiltigheim 1987 | Allemagne de l'Est Dirk Richter Thomas Flemming Steffen Zesner Sven Lodziewski                                                             | Allemagne de l'Ouest Peter Sitt Michael Groß Rolf-Dieter Maltzann Thomas Fahrner                                | Union soviétique Gennadiy Prigoda Vladimir Shemetov Veniamine Taïanovitch Vladimir Tkatchenko                              |
| Bonn 1989         | Allemagne de l'Ouest Peter Sitt André Schadt Björn Zikarsky Bengt Zikarsky                                                                 | France Stéphan Caron Christophe Kalfayan Laurent Neuville Bruno Gutzeit                                         | Suède Tommy Werner Anders Holmertz Hakan Karlsson Joakim Holmqvist                                                         |
| Athènes 1991      | Union soviétique Pavel Khnykin Gennadiy Prigoda Veniamine Taïanovitch Aleksandr Popov                                                      | Allemagne Silko Günzel Nils Rudolph Steffen Zesner Dirk Richter                                                 | Suède Tommy Werner Göran Titus Anders Holmertz Göran Jansson                                                               |
| Sheffield 1993    | Russie Vladimir Predkin Vladimir Pychnenko Evgeniy Sadovyy Aleksandr Popov                                                                 | Suède Fredrik Letzler Tommy Werner Lars Frölander Anders Holmertz                                               | Allemagne Christian Tröger Jochen Bludau Steffen Zesner Bengt Zikarsky                                                     |
| Vienne 1995       | Russie Vladimir Predkin Roman Shegolov Roman Yegorov Aleksandr Popov                                                                       | Allemagne Christian Tröger Christian Keller Torsten Spanneberg Bengt Zikarsky                                   | Suède Lars Frölander Christer Wallin Fredrik Letzler Anders Holmertz                                                       |
| Séville 1997      | Russie Aleksandr Popov Roman Yegorov Denis Pimankov Vladimir Pychnenko                                                                     | Allemagne Alexander Lüderitz Steffen Zesner Christian Tröger Torsten Spanneberg                                 | Pays-Bas Bram van Haandel Martijn Zuijdweg Mark Veens Pieter van den Hoogenband                                            |
| Istanbul 1999     | Pays-Bas Johan Kenkhuis Mark Veens Marcel Wouda Pieter van den Hoogenband                                                                  | Russie Denis Pimankov Sergey Ashikhmin Dmitriy Chernychev Aleksandr Popov                                       | Allemagne Christian Keller Lars Merseburg Christian Tröger Lars Conrad                                                     |
| Helsinki 2000     | Russie Denis Pimankov Dmitriy Chernychev Andrey Kapralov Aleksandr Popov                                                                   | Allemagne Stefan Herbst Lars Conrad Christian Tröger Stephen Kunzelmann                                         | France Romain Barnier Nicolas Kintz Hugo Viart Frédérick Bousquet                                                          |
| Berlin 2002       | Allemagne Lars Conrad Stefan Herbst Torsten Spanneberg Stephen Kunzelmann                                                                  | Suède Erik la Fleur Stefan Nystrand Lars Frölander Mattias Ohlin                                                | Italie Lorenzo Vismara Christian Galenda Michele Garcia Simone Cercato                                                     |
| Madrid 2004       | Italie Lorenzo Vismara Christian Galenda Giacomo Vassanelli Filippo Magnini                                                                | Russie Andrey Kapralov Evgeny Lagunov Ivan Usov Denis Pimankov                                                  | France Amaury Leveaux Germain Cayette Julien Sicot Fabien Gilot                                                            |
| Budapest 2006     | Italie Alessandro Calvi Christian Galenda Lorenzo Vismara Filippo Magnini                                                                  | Russie Evgeny Lagunov Andrey Grechin Ivan Usov Andrey Kapralov                                                  | France Alain Bernard Grégory Mallet Fabien Gilot Amaury Leveaux                                                            |
| Eindhoven 2008    | Suède Marcus Piehl Stefan Nystrand Petter Stymne Jonas Persson                                                                             | Italie Massimiliano Rosolino Alessandro Calvi Christian Galenda Filippo Magnini                                 | Pays-Bas Mitja Zastrow Bas van Velthoven Robert Lijesen Pieter van den Hoogenband                                          |
| Budapest 2010     | Russie Evgeny Lagunov Andrey Grechin Nikita Lobintsev Danila Izotov                                                                        | France Fabien Gilot Yannick Agnel William Meynard Alain Bernard                                                 | Suède Stefan Nystrand Lars Frölander Robin Andreasson Jonas Persson                                                        |
| Debrecen 2012     | France Amaury Leveaux Alain Bernard Frédérick Bousquet Jérémy Stravius                                                                     | Italie Andrea Rolla Marco Orsi Michele Santucci Filippo Magnini                                                 | Russie Vitaly Syrnikov Oleg Tikhobaev Nikita Konovalov Viacheslav Andrusenko                                               |
| Berlin 2014       | France Mehdy Metella Fabien Gilot Florent Manaudou Jérémy Stravius                                                                         | Russie Andrey Grechin Nikita Lobintsev Aleksandr Sukhorukov Vladimir Morozov                                    | Italie Luca Dotto Marco Orsi Luca Leonardi Filippo Magnini                                                                 |
| Londres 2016      | France William Meynard Florent Manaudou Fabien Gilot Clément Mignon                                                                        | Italie Luca Dotto Luca Leonardi Jonathan Boffa Filippo Magnini                                                  | Belgique Glenn Surgeloose Jasper Aerents Dieter Dekoninck Pieter Timmers                                                   |
| Glasgow 2018      | Russie Evgeny Rylov Danila Izotov Vladimir Morozov Kliment Kolesnikov                                                                      | Italie Luca Dotto Ivano Vendrame Lorenzo Zazzeri Alessandro Miressi                                             | Pologne Jan Świtkowski Konrad Czerniak Jakub Kraska Kacper Majchrzak                                                       |
| Budapest 2020     | Russie Andreï Minakov Aleksandr Shchegolev Vladislav Grinev Kliment Kolesnikov Andreï Zhilkin Mikhail Vekovishchev Ivan Girev Evgeny Rylov | Grande-Bretagne Thomas Dean Matthew Richards James Guy Duncan Scott Jacob Whittle Joe Litchfield                | Italie Alessandro Miressi Lorenzo Zazzeri Thomas Ceccon Manuel Frigo Leonardo Deplano                                      |
| Rome 2022         | Italie Alessandro Miressi Thomas Ceccon Lorenzo Zazzeri Manuel Frigo Alessandro Bori Leonardo Deplano Filippo Megli                        | Hongrie Nándor Németh Szebasztián Szabó Dániel Mészáros Kristóf Milák                                           | Grande-Bretagne Jacob Whittle Matthew Richards Thomas Dean Edward Mildred                                                  |
| Belgrade 2024     | Serbie Velimir Stjepanović Nikola Aćin Justin Cvetkov Andrej Barna                                                                         | Pologne Mateusz Chowaniec Dominik Dudys Ksawery Masiuk Kamil Sieradzki Bartosz Piszczorowicz Paweł Korzeniowski | Grèce Apóstolos Chrístou Stérgios-Mários Bílas Kristián Goloméev Andréas Vazaíos Odysseus Meladinis Evangelos Makrygiannis |

### Relais 4 × 200 mètres nage libre
| Édition           | Or                                                                                       | Argent                                                                            | Bronze                                                                            |
| ----------------- | ---------------------------------------------------------------------------------------- | --------------------------------------------------------------------------------- | --------------------------------------------------------------------------------- |
| Budapest 1926     | Allemagne August Heitmann Joachim Rademacher Friedel Berges Herbert Heinrich             | Hongrie Zoltán Bitskey András Wanié Geza Szigritz István Bárány                   | Suède Georg Werner Åke Borg Eskil Lundahl Arne Borg                               |
| Bologne 1927      | Allemagne August Heitmann Joachim Rademacher Friedel Berges Herbert Heinrich             | Suède Åke Borg Aulo Gustafsson Eskil Lundahl Arne Borg                            | Hongrie Geza Szigritz Rezső Wanié András Wanié István Bárány                      |
| Paris 1931        | Hongrie András Wanié László Szabados András Székely István Bárány                        | Allemagne Karl Schubert Raimund Deiters Hans Balk Herbert Heinrich                | Italie Antonio Conelli Sirio Banchelli Ettore Baldo Paolo Costoli                 |
| Magdebourg 1934   | Hongrie Ödön Gróf Andras Marothy Ferenc Csik Árpád Lengyel                               | Allemagne Heiko Schwartz Wolfgang Leisewitz Otto Lenkitsch Otto Wille             | Italie Massimo Costa Giacomo Signori Guido Giunta Paolo Costoli                   |
| Londres 1938      | Reich allemand Werner Birr Wolfgang Heimlich Hans Freese Werner Plath                    | France Roland Pallard Christian Talli René Cavalero Alfred Nakache                | Grande-Bretagne Frederick Dove Kenneth Deane Robert Leivers Norman Wainwright     |
| Monaco 1947       | Suède Per-Olof Olsson Martin Lunden Per-Olof Östrand Olle Johansson                      | France Alexandre Jany Charles Babey Georges Vallerey Jehan Vallerey               | Hongrie Imre Nyéki Géza Kádas György Mitró Elemér Szathmáry                       |
| Vienne 1950       | Suède Tore Sjunnerholm Per-Olof Östrand Olle Johansson Göran Larsson                     | France Willy Blioch Joseph Bernardo Jean Boiteux Alexandre Jany                   | Yougoslavie Branko Vidovic Andrej Kvinc Mislav Stipetic Marijan Stipetic          |
| Turin 1954        | Hongrie Laszlo Till Zoltán Dömötör Géza Kádas Imre Nyéki                                 | France Jean Boiteux Gilbert Bozon Guy Montserret Aldo Eminente                    | Union soviétique Nikolay Suhorukov Vyacheslav Kurennoy Yuriy Abovyan Lev Balandin |
| Budapest 1958     | Union soviétique Gennadiy Nikolayev Vladimir Struchanov Igor Luchkovski Boris Nikitin    | Italie Frederico Dennerhein Paolo Galletti Angelo Romani Paolo Pucci              | Hongrie József Katona Imre Nyéki György Muller Gyula Dobai                        |
| Leipzig 1962      | Suède Hans Rosendahl Per-Ola Lindberg Mats Svensson Lars- Erik Bengtsson                 | France Gérard Gropaiz Alain Gottvallès Jean-Pascal Curtillet Robert Christophe    | Allemagne de l'Est Joachim Herbst Martin Klink Frank Wiegand Volker Frischke      |
| Utrecht 1966      | Union soviétique Leonid Ilyichev Semyon Belits-Geyman Aleksandr Pletnev Yevgeniy Novikov | Allemagne de l'Est Horst-Günther Gregor Alfred Müller Udo Poser Frank Wiegand     | Suède Lester Eriksson Olle Ferm Yngvar Eriksson Jan Lundin                        |
| Barcelone 1970    | Allemagne de l'Ouest Werner Lampe Olaf Von Schilling Folkert Meeuw Hans Fassnacht        | Union soviétique Georgiy Kulikov Ahmed Anarbayev Aleksandr Samsonov Vladimir Bure | Allemagne de l'Est Lutz Unger Wilfried Hartung Roland Matthes Udo Poser           |
| Vienne 1974       | Allemagne de l'Ouest Klaus Steinbach Werner Lampe Folkert Meeuw Peter Nocke              | Union soviétique Aleksandr Samsonov Andrey Krylov Viktor Aboymov Georgiy Kulikov  | Suède Bernt Zarnowiecki Anders Bellbring Peter Pettersson Bengt Gingsjö           |
| Jönkoping 1977    | Union soviétique Vladimir Raskatov Sergey Rusin Sergueï Kopliakov Andreï Krylov          | Allemagne de l'Ouest Frank Wennmann Klaus Steinbach Peter Knust Peter Nocke       | Allemagne de l'Est Rainer Strohbach Roger Pyttel Detlev Grabs Frank Pfütze        |
| Split 1981        | Union soviétique Vladimir Shemetov Vladimir Salnikov Aleksandr Chayev Sergey Koplyakov   | Allemagne de l'Ouest Michael Gross Gerald Schlupp Andreas Schmidt Frank Wennmann  | Suède Michael Söderlund Per Wikström Per-Alvar Magnusson Thomas Lejdström         |
| Rome 1983         | Allemagne de l'Ouest Thomas Fahrner Alexander Schowtka Andreas Schmidt Michael Gross     | Allemagne de l'Est Dirk Richter Jörg Woithe Rainer Sternal Sven Lodziewski        | Italie Paolo Revelli Marcello Guarducci Raffaelle Franceschi Fabrizio Rampazzi    |
| Sofia 1985        | Allemagne de l'Ouest Alexander Schowtka Michael Gross André Schadt Thomas Fahrner        | Suède Anders Holmertz Per Johansson Michael Söderlund Tommy Werner                | Pays-Bas Edsard Schlingemann Hans Kroes Patrick Dybiona Frank Drost               |
| Schiltigheim 1987 | Allemagne de l'Ouest Peter Sitt Rainer Henkel Thomas Fahrner Michael Gross               | Allemagne de l'Est Lars Hinneburg Thomas Flemming Steffen Zesner Sven Lodziewski  | Suède Tommy Werner Michael Söderlund Anders Holmertz Markus Eriksson              |
| Bonn 1989         | Italie Massimo Trevisan Roberto Gleria Giorgio Lamberti Stefano Battistelli              | Allemagne de l'Ouest Peter Sitt Martin Herrmann Erik Hochstein Stefan Pfeiffer    | Allemagne de l'Est Uwe Dassler Andre Matzk Thomas Flemming Steffen Zesner         |
| Athènes 1991      | Union soviétique Dmitri Lepikov Vladimir Pyshnenko Venyamin Tayanovich Yevgeny Sadovyi   | Italie Emanuele Idini Roberto Gleria Stefano Battistelli Giorgio Lamberti         | Allemagne Steffen Zesner Uwe Dassler Christian Keller Jörg Hoffmann               |
| Sheffield 1993    | Russie Sergey Lepikov Vladimir Pyshnenko Yuri Mukin Yevgeny Sadovyi                      | Allemagne Jörg Hoffmann Christian Tröger Christian Keller Steffen Zesner          | France Christophe Marchand Yann de Fabrique Lionel Poirot Christophe Bordeau      |
| Vienne 1995       | Allemagne Christian Keller Oliver Lampe Torsten Spanneberg Steffen Zesner                | Suède Christer Wallin Anders Holmertz Lars Frölander Chris Eliasson               | Italie Massimiliano Rosolino Pier Maria Siciliano Emanuele Merisi Emanuele Idini  |

### Relais 4 × 100 mètres 4 nages
| Édition           | Or                                                                                    | Argent                                                                             | Bronze                                                                               |
| ----------------- | ------------------------------------------------------------------------------------- | ---------------------------------------------------------------------------------- | ------------------------------------------------------------------------------------ |
| Budapest 1958     | Union soviétique Leonid Barbier Vladimir Minachkin Vitaliy Chenenkov Viktor Polevoy   | Hongrie Laszlo Magyar György Kunsagi György Tumpek Gyula Dobai                     | Italie Gilberto Elsa Roberto Lazzari Frederico Dennerhein Paolo Rocco                |
| Leipzig 1962      | Allemagne de l'Est Jürgen Dietze Egon Henninger Horst-Gunther Gregor Frank Wiegand    | Union soviétique Veliko Siymar Leonid Kolesnikov Valentin Kuzmin Viktor Konoplyov  | Pays-Bas Jan Weeteling Wieger Mensonides Jan Jiskoot Ronald Kroon                    |
| Utrecht 1966      | Union soviétique Viktor Mazanov Georgiy Prokopenko Valentin Kuzmin Leonid Ilyichev    | Allemagne de l'Est Jürgen Dietze Egon Henninger Horst-Gunther Gregor Frank Wiegand | Hongrie József Csikány Ferenc Lenkei Ákos Gulyás István Szentimay                    |
| Barcelone 1970    | Allemagne de l'Est Roland Matthes Klaus Katzur Udo Poser Lutz Unger                   | France Jean-Paul Berjeau Roger-Philippe Menu Alain Mosconi Michel Rousseau         | Union soviétique Viktor Krasko Nikolay Pankin Vladimir Nemshilov Leonid Ilyichev     |
| Vienne 1974       | Allemagne de l'Ouest Klaus Steinbach Walter Kusch Folkert Meeuw Peter Nocke           | Royaume-Uni Colin Cunningham David Wilkie Stephen Nash Brian Brinkley              | Union soviétique Igor Potyakin Nikolay Pankin Viktor Sharygin Vladimir Bure          |
| Jönköping 1977    | Allemagne de l'Ouest Klaus Steinbach Gerald Mörken Michael Kraus Peter Nocke          | Allemagne de l'Est Lutz Wanja Gregor Arnicke Roger Pyttel René Pläschke            | Grande-Bretagne James Carter Duncan Goodhew John Mills Martin Smith                  |
| Split 1981        | Union soviétique Viktor Kuznetsov Yuriy Kis Aleksey Markovski Sergey Krachuk          | Suède Bengt Baron Glen Christiansen Pär Arvidsson Per Johansson                    | Allemagne de l'Est Dirk Richter Sigurd Hanke Olaf Ziesche Jörg Woithe                |
| Rome 1983         | Union soviétique Sergey Smiriagin Vladimir Shemetov Robertas Žulpa Aleksey Markovskiy | Allemagne de l'Ouest Stefan Peter Gerard Mörken Michael Gross Andreas Schmidt      | Allemagne de l'Est Dirk Richter Sigurd Hanke Andreas Ott Jörg Woithe                 |
| Sofia 1985        | Allemagne de l'Ouest Thomas Lebherz Rolf Beab Michael Gross Alexander Schowtka        | Allemagne de l'Est Dirk Richter Ingo Grzywolz Thomas Dressler Jörg Woithe          | Italie Mauro Marini Gianni Minervini Fabrizio Rampazzi Andrea Ceccarini              |
| Schiltigheim 1987 | Union soviétique Igor Polyansky Dmitriy Volkov Konstantin Petrov Gennadiy Prigoda     | Grande-Bretagne Neil Cochran Adrian Moorhouse Andy Jameson Roland Lee              | Allemagne de l'Est Frank Baltrusch Christian Poswiat Thomas Dressler Sven Lodziewski |
| Bonn 1989         | Union soviétique Sergey Sabolotnov Dmitriy Volkov Vadim Yaroshchuk Yuriy Bachkatov    | France Franck Schott Cédric Pénicaud Bruno Gutzeit Stéphan Caron                   | Italie Stefano Battistelli Gianni Minervini Marco Braida Giorgio Lamberti            |
| Athènes 1991      | Union soviétique Vladimir Selkov Dmitri Volkov Vyacheslav Kulikov Alexander Popov     | France Franck Schott Cédric Pénicaud Bruno Gutzeit Christophe Kalfayan             | Hongrie Tamás Deutsch Norbert Rózsa Peter Horváth Béla Szabados                      |
| Sheffield 1993    | Russie Vladimir Selkov Vitaliy Kirichuk Denis Pankratov Alexander Popov               | Hongrie Tamás Deutsch Károly Güttler Peter Horváth Béla Szabados                   | Royaume-Uni Martin Harris Nick Gillingham Mike Fibbens Mark Foster                   |

## Records de médailles
| #  | Nom                       | Médaille d'or, Europe | Médaille d'argent, Europe | Médaille de bronze, Europe | Total | Période     |
| -- | ------------------------- | --------------------- | ------------------------- | -------------------------- | ----- | ----------- |
| 1  | Alexander Popov           | 21                    | 3                         | 2                          | 26    | 1991 - 2004 |
| 2  | Adam Peaty                | 16                    | 0                         | 0                          | 16    | 2014 - 2020 |
| 3  | László Cseh               | 14                    | 4                         | 5                          | 23    | 2004 - 2016 |
| 4  | Michael Groß              | 13                    | 4                         | 2                          | 18    | 1981 - 1987 |
| 5  | Pieter van den Hoogenband | 10                    | 4                         | 3                          | 17    | 1999 - 2008 |
| 6  | Emiliano Brembilla        | 10                    | 3                         | 0                          | 13    | 1997 - 2008 |
| 7  | Filippo Magnini           | 9                     | 5                         | 5                          | 19    | 2004 - 2016 |
| 8  | Peter Nocke               | 9                     | 1                         | 0                          | 9     | 1974 - 1977 |
| 9  | Kristóf Milák             | 8                     | 2                         | 0                          | 10    | 2018 - 2024 |
| 10 | Tamás Darnyi              | 8                     | 0                         | 0                          | 8     | 1985 - 1993 |
| 11 | Kliment Kolesnikov        | 6                     | 3                         | 1                          | 10    | 2018 - 2020 |
| 12 | Paul Biedermann           | 6                     | 3                         | 0                          | 9     | 2006 - 2014 |
| 13 | Florent Manaudou          | 6                     | 1                         | 0                          | 7     | 2014 - 2016 |
| 13 | Vladimir Salnikov         | 6                     | 1                         | 0                          | 7     | 1977 - 1983 |
| 15 | Roland Matthes            | 5                     | 2                         | 3                          | 10    | 1970 - 1974 |
| 16 | Jani Sievinen             | 5                     | 2                         | 2                          | 9     | 1991 - 2004 |
| 17 | Klaus Steinbach           | 5                     | 2                         | 2                          | 9     | 1974 - 1977 |
| 18 | Arne Borg                 | 5                     | 2                         | 1                          | 8     | 1926 - 1927 |
| 19 | Marcel Wouda              | 5                     | 1                         | 3                          | 9     | 1993 - 2000 |
| 20 | Gregorio Paltrinieri      | 5                     | 1                         | 1                          | 7     | 2012 - 2018 |
| 21 | Denis Pankratov           | 5                     | 1                         | 0                          | 6     | 1993 - 1995 |
| 22 | Camille Lacourt           | 5                     | 0                         | 0                          | 5     | 2010 - 2016 |